# Brent Laes
Brent Laes (Bertem, 18 april 2000) is een Belgisch voetballer die speelt als verdediger.

## Carrière
Laes maakte zijn profdebuut voor Oud-Heverlee Leuven tijdens de bekerwedstrijd tegen RFC Wetteren, waarin hij twee assists gaf. De wedstrijd werd met 6-0 gewonnen. In het seizoen 2020/21 werd hij in januari uitgeleend aan 1B-club Lierse Kempenzonen. Op het einde van het seizoen maakte hij definitief de overstap naar Lierse-Kempenzonen. In zijn eerste seizoen bij Lierse speelde hij 21 wedstrijden en scoorde een doelpunt, hij speelde ook twee wedstrijden in de beker van België. In de zomer van 2023 maakte hij de overstap naar KV Oostende dat net gedegradeerd was uit de Eerste klasse. Oostende ging failliet en voor het seizoen 2024/25 tekende hij bij Koninklijke Lierse Sportkring.

## Statistieken
| Seizoen         | Club                 | Competitie         | Competitie | Competitie | Beker | Beker | Internationaal | Internationaal | Totaal | Totaal |
| Seizoen         | Club                 | Competitie         | Wed.       | Dlp.       | Wed.  | Dlp.  | Wed.           | Dlp.           | Wed.   | Dlp.   |
| --------------- | -------------------- | ------------------ | ---------- | ---------- | ----- | ----- | -------------- | -------------- | ------ | ------ |
| 2018/19         | OH Leuven            | Eerste klasse B    | 0          | 0          | 0     | 0     | —              | —              | 0      | 0      |
| 2019/20         | OH Leuven            | Eerste klasse B    | 1          | 0          | 1     | 0     | —              | —              | 2      | 0      |
| 2020/21         | OH Leuven            | Jupiler Pro League | 0          | 0          | 0     | 0     | —              | —              | 0      | 0      |
| 2020/21         | → Lierse Kempenzonen | Eerste klasse B    | 13         | 0          | 0     | 0     | —              | —              | 13     | 0      |
| 2021/22         | Lierse Kempenzonen   | Eerste klasse B    | 21         | 1          | 2     | 0     | —              | —              | 23     | 1      |
| 2022/23         | Lierse Kempenzonen   | Eerste klasse B    | 29         | 1          | 1     | 0     | —              | —              | 30     | 1      |
| 2023/24         | KV Oostende          | Eerste klasse B    | 24         | 1          | 4     | 1     | —              | —              | 28     | 2      |
| 2024/25         | K Lierse SK          | Eerste klasse B    | 8          | 1          | 1     | 0     | —              | —              | 9      | 1      |
| Carrière totaal | Carrière totaal      | Carrière totaal    | 96         | 4          | 9     | 1     | 0              | 0              | 105    | 5      |

Bijgewerkt tot en met 31 juli 2023.
1 Teunckens ·
2 De Schrijver ·
3 Marijnissen ·
5 Laes ·
6 Swinnen ·
8 Van Acker ·
9 S. Limbombe ·
10 De Schryver ·
11 Liongola ·
12 De Smet ·
13 Teunen ·
14 Maes ·
16 Maesen ·
19 Kieboom ·
20 Vanderhallen ·
23 Boone ·
36 Leyssens ·
42 Sampers ·
64 Vanuffelen ·
70 El Touile ·
77 Masaki ·
Naessens ·
Hendrickx ·
Coach: Van Imschoot
· Assistent-coach: Van Kerckhoven